# Näckskål
Näckskål (Pachyella babingtonii) är en svampart som först beskrevs av Miles Joseph Berkeley, och fick sitt nu gällande namn av Jean Louis Emile Boudier 1907. Näckskål ingår i släktet Pachyella och familjen Pezizaceae.  Arten är reproducerande i Sverige. Inga underarter finns listade i Catalogue of Life.